# Nebo na poklon
Edukacijski projekt "Nebo na poklon" bio je program upoznavanja učenika osnovnih škola sa znanstvenom metodom kroz astronomiju.
Program, u organizaciji društva znanost.org i Astronomske sekcije "Fizikalnog Drustva - Split", je započet 2004., na području splitsko-dalmatinske županije, da bi se već sljedeće godine proširio na cijelu Hrvatsku. 
Projekt se provodio u periodu od 2004. do 2009., a u njega je bilo uključeno oko 1530 učenika, 193 nastavnika u 163 škole u Republici Hrvatskoj.

## Vanjske poveznice
- "Astronomske sekcije Fizikalnog Drustva - Split"  Arhivirana inačica izvorne stranice od 5. rujna 2011. (Wayback Machine)